# Fickenhütten
Fickenhütten war eine von sieben Hüttensiedlungen und gleichzeitig die südlichste der ehemaligen Gemeinde Weidenau im heutigen nördlichen Siegener Stadtgebiet im Kreis Siegen. Der Name stammt von dem schon seit 1417 urkundlich erwähnten Eisenhammerwerk „Fickynhutte“.
Zum 1. Dezember 1885 hatte Fickenhütten 1783 Einwohner und war damit größter Weidenauer Ortsteil. Durch „Allerhöchsten Erlaß“ des deutschen Kaisers Wilhelm II. wurde 1888 festgelegt, „daß die die Gemeinde Weidenau, im Kreis Siegen, bildenden Ortstheile Haardt, Fickenhütten, Schneppenkauten, Münkershütten, Müßnershütten, Meinhardt und Weidenau unter Wegfall der bisherigen Bezeichnung für die einzelnen Ortstheile fortan einheitlich den Namen ‘Weidenau’ führen“ sollten. Ab 1966 zu Hüttental gehörend, gehört er nun als Teil von Weidenau zu Siegen.
Der Ort war seit jeher evangelisch geprägt, zwischen 1711 und 1743 jedoch vorwiegend katholisch.